# Republika Alba (1944)
Republika Alba (italsky Repubblica di Alba) byl krátkotrvající stát v období 10. října – 2. listopadu 1944 v Albě v severní Itálii, jako lokální odpůrce Italské sociální republiky během druhé světové války. Byla pojmenována po napoleonské Republice Alba existující roku 1796 v Piemontu.